# Gearhart
Gearhart es una ciudad ubicada en el condado de Clatsop en el estado estadounidense de Oregón. En el año 2007 tenía una población de 1.185 habitantes y una densidad poblacional de 309.8 personas por km².

## Geografía
Gearhart se encuentra ubicada en las coordenadas 46°1′29″N 123°55′5″O / 46.02472, -123.91806.

## Demografía
Según la Oficina del Censo en 2000 los ingresos medios por hogar en la localidad eran de $43,047, y los ingresos medios por familia eran $49,583. Los hombres tenían unos ingresos medios de $32,500 frente a los $23,636 para las mujeres. La renta per cápita para la localidad era de $25,224. Alrededor del 6.4% de la población estaban por debajo del umbral de pobreza.